# روبرتو دونادونی

روبرتو دونادونی (به ایتالیایی: Roberto Donadoni) (زاده ۹ سپتامبر ۱۹۶۳ در سیزانو برگاماسکو)، از ستارگان باشگاه میلان و ایتالیا در اواخر دهه ۸۰ و اوایل دههٔ ۹۰ میلادی می‌باشد. وی هافبکی بسیار تکنیکی با توانایی بازی با دو پا و در هر دو سمت زمین بود. وی به همراه فرانکو بارزی، مارکو وان باستن، رود گولیت و فرانک ریکارد از اصلی‌ترین عناصر موفقیت‌های آث میلان در اواخر دهه ۸۰ و آغاز دهه ۹۰ میلادی محسوب می‌شود.

## دوران بازیگری
وی در بازی‌های جام ملت‌های اروپا ۱۹۸۸ در آلمان غربی اولین حضور ثابت خود را در ترکیب تیم ملی ایتالیا تجربه کرد و در جام جهانی ۹۰ ایتالیا از بازیکنان با تجربه و همچنین جوان و از امیدهای موفقیت تیم میزبان محسوب می‌شد. در نیمه نهایی جام جهانی ۱۹۹۰ در مقابل ایتالیا روبرتو دونادونی با پیراهن شماره ۱۷ از ناکامان ضیافت پنالتی‌ها بود و نتوانست دروازه سرجیو گویگوچه آ دروازبان پنالتی گیر آرژانتینی را باز کند. وی در جام جهانی ۱۹۹۴ بازگشت خوبی داشت و با ارائه یک بازی فوق‌العاده در نیمه نهایی جام جهانی مقابل بلغارستان از عوامل صعود تیم ایتالیا به دیدار نهایی بود. در فینال مقابل برزیل، دونادونی پنالتی نزد اما ایتالیا بار دیگر در رسیدن به عنوان قهرمانی، اینبار در ایستگاه آخر ناکام ماند. حضور در رقابت‌های جام ملت‌های اروپا در سال ۱۹۹۶ آخرین حضور دونادونی برای تیم ملی ایتالیا در سن ۳۳ سالگی بود. به نظر می‌رسد شماره هفده برای پیراهن بازیکنان فوتبال، بعد از دونادونی جزو شماره‌های خاص به‌حساب آمد.

## دوران مربیگری
بعد از خداحافظی از فوتبال؛ دونادونی هدایت باشگاه ایتالیایی لکو (۲۰۰۱–۲۰۰۲) لیورنو (۲۰۰۲–۰۳)، جنوا (۲۰۰۳–۰۴) را برعهده گرفت، در سال ۲۰۰۵ در نیم فصل به لیورنو برگشت و آنها را به جایگاه نهم در انتهای فصل رساند این تیم در فصل بعد (۲۰۰۵–۰۶) هم در جایگاه ششم بود که وی بعد از انتقاد از رئیس باشگاه استعفا داد.
در ژوئیه ۲۰۰۶ بعد از استعفای مارچلو لیپی از هدایت تیم ملی ایتالیا، دونادونی به عنوان سرمربی جدید انتخاب شد او در اولین مسابقهٔ خود در این تیم مصاف کرواسی (دوستانه) رفت که در این بازی ۲–۰ مغلوب شد البته او در این بازی از هیچ‌کدام از بازیکنان قهرمان جام جهانی به جز آملیا (دروازه‌بان) استفاده نکرده بود.
او در طی دو سال هدایت تیم ملی ایتالیا، ۲۳ بازی سرمربی این تیم بود که ۱۳ برد، ۵ مساوی، ۵ باخت کارنامهٔ او در این تیم بود.
او همچنین سرمربی آتزوری در رقابتهای یورو ۲۰۰۸ بود و پس از حذف در مرحلهٔ یک چهارم نهایی در مقابل اسپانیا جای خود را به مارچلو لیپی داد.